# Campionato britannico di football americano
Il campionato britannico di football americano è una competizione che riunisce l'élite dei club britannici di football americano dal 1985.
Questa competizione si disputa con una stagione regolare con girone all'italiana, seguita dai play-off con una finale soprannominata BritBowl.

## Team partecipanti
In grassetto i team che partecipano alla stagione in corso (o all'ultima stagione). Solo campionati di primo livello.

### Tabella di merito/AFL/BAFL
| Team                           | Numero Partecipazioni | Risultato 1984 W-L-T | Miglior piazzamento Stagione regolare | Partecipazioni Play Off | Titoli vinti |
| ------------------------------ | --------------------- | -------------------- | ------------------------------------- | ----------------------- | ------------ |
| London Ravens                  | 1                     | 10-0-0               |                                       | 0                       | 0            |
| Brighton B-52's                | 1                     | 5-0-0                |                                       | 0                       | 0            |
| Oxford Bulldogs                | 1                     | 3-0-0                |                                       | 0                       | 0            |
| Thames Valley Chargers         | 1                     | 3-0-0                |                                       | 0                       | 0            |
| Walsall Titans                 | 1                     | 3-0-0                |                                       | 0                       | 0            |
| Northamptonshire Stormbringers | 1                     | 9-2-0                |                                       | 0                       | 0            |
| Milton Keynes Bucks            | 1                     | 10-2-1               |                                       | 0                       | 0            |
| Ealing Eagles                  | 1                     | 5-1-1                |                                       | 0                       | 0            |
| Birmingham Bulls               | 1                     | 4-3-0                |                                       | 0                       | 0            |
| Windsor Monarchs               | 1                     | 2-2-1                |                                       | 0                       | 0            |
| Tyneside Trojans               | 1                     | 1-1-1                |                                       | 0                       | 0            |
| Harlow Warlords                | 1                     | 1-2-1                |                                       | 0                       | 0            |
| Manchester Spartans            | 1                     | 4-7-0                |                                       | 0                       | 0            |
| Leeds Cougars                  | 1                     | 2-4-0                |                                       | 0                       | 0            |
| Streatham Olympians            | 1                     | 1-2-0                |                                       | 0                       | 0            |
| Glasgow Lions                  | 1                     | 1-3-1                |                                       | 0                       | 0            |
| Crawley Raiders                | 1                     | 1-4-0                |                                       | 0                       | 0            |
| Poole Sharks                   | 1                     | 1-8-0                |                                       | 0                       | 0            |
| Croydon Coyotes                | 1                     | 0-7-1                |                                       | 0                       | 0            |
| Fylde Falcons                  | 1                     | 0-3-0                |                                       | 0                       | 0            |
| Southampton Seahawks           | 1                     | 0-3-0                |                                       | 0                       | 0            |
| Walthamstow Warriors           | 1                     | 0-3-0                |                                       | 0                       | 0            |
| Stock Exchange Stags           | 1                     | 0-4-0                |                                       | 0                       | 0            |
| Heathrow Jets                  | 1                     | 0-6-0                |                                       | 0                       | 0            |
| Nottingham Hoods               | 1                     | (1-0-0)              |                                       | 0                       | 0            |
| Dorset Broncos                 | 1                     | (1-0-1)              |                                       | 0                       | 0            |
| Portsmouth Warriors            | 1                     | (1-1-0)              |                                       | 0                       | 0            |
| Staffordshire Stampeders       | 1                     | (1-1-0)              |                                       | 0                       | 0            |
| RAF Wyton Eagles               | 1                     | (0-0-1)              |                                       | 0                       | 0            |
| King's Lynn Patriots           | 1                     | (0-1-0)              |                                       | 0                       | 0            |
| Taunton Wyverns                | 1                     | (0-1-0)              |                                       | 0                       | 0            |
| Torbay Trojans                 | 1                     | (0-1-0)              |                                       | 0                       | 0            |
| Ilford Blackhawks              | 1                     | (0-2-0)              |                                       | 0                       | 0            |
| Leamington Royals              | 1                     | (0-2-0)              |                                       | 0                       | 0            |
| London Raiders                 | 1                     | (0-2-0)              |                                       | 0                       | 0            |

## Albo d'oro

### Maschile

#### Primo livello
Dal 1984 al 1993
| 1984 | Sono state compilate due classifiche, una tabella di merito (per le squadre che hanno disputato un minimo di 3 incontri) e una tabella di "non merito" (per le squadre che hanno disputato 1 o 2 incontri). Nessuna delle due tabelle ha definito un campione nazionale. | Sono state compilate due classifiche, una tabella di merito (per le squadre che hanno disputato un minimo di 3 incontri) e una tabella di "non merito" (per le squadre che hanno disputato 1 o 2 incontri). Nessuna delle due tabelle ha definito un campione nazionale. | Sono state compilate due classifiche, una tabella di merito (per le squadre che hanno disputato un minimo di 3 incontri) e una tabella di "non merito" (per le squadre che hanno disputato 1 o 2 incontri). Nessuna delle due tabelle ha definito un campione nazionale. | Sono state compilate due classifiche, una tabella di merito (per le squadre che hanno disputato un minimo di 3 incontri) e una tabella di "non merito" (per le squadre che hanno disputato 1 o 2 incontri). Nessuna delle due tabelle ha definito un campione nazionale. | Sono state compilate due classifiche, una tabella di merito (per le squadre che hanno disputato un minimo di 3 incontri) e una tabella di "non merito" (per le squadre che hanno disputato 1 o 2 incontri). Nessuna delle due tabelle ha definito un campione nazionale. | Sono state compilate due classifiche, una tabella di merito (per le squadre che hanno disputato un minimo di 3 incontri) e una tabella di "non merito" (per le squadre che hanno disputato 1 o 2 incontri). Nessuna delle due tabelle ha definito un campione nazionale. | Sono state compilate due classifiche, una tabella di merito (per le squadre che hanno disputato un minimo di 3 incontri) e una tabella di "non merito" (per le squadre che hanno disputato 1 o 2 incontri). Nessuna delle due tabelle ha definito un campione nazionale. | Sono state compilate due classifiche, una tabella di merito (per le squadre che hanno disputato un minimo di 3 incontri) e una tabella di "non merito" (per le squadre che hanno disputato 1 o 2 incontri). Nessuna delle due tabelle ha definito un campione nazionale. | Sono state compilate due classifiche, una tabella di merito (per le squadre che hanno disputato un minimo di 3 incontri) e una tabella di "non merito" (per le squadre che hanno disputato 1 o 2 incontri). Nessuna delle due tabelle ha definito un campione nazionale. | Sono state compilate due classifiche, una tabella di merito (per le squadre che hanno disputato un minimo di 3 incontri) e una tabella di "non merito" (per le squadre che hanno disputato 1 o 2 incontri). Nessuna delle due tabelle ha definito un campione nazionale. | Sono state compilate due classifiche, una tabella di merito (per le squadre che hanno disputato un minimo di 3 incontri) e una tabella di "non merito" (per le squadre che hanno disputato 1 o 2 incontri). Nessuna delle due tabelle ha definito un campione nazionale. | Sono state compilate due classifiche, una tabella di merito (per le squadre che hanno disputato un minimo di 3 incontri) e una tabella di "non merito" (per le squadre che hanno disputato 1 o 2 incontri). Nessuna delle due tabelle ha definito un campione nazionale. | Sono state compilate due classifiche, una tabella di merito (per le squadre che hanno disputato un minimo di 3 incontri) e una tabella di "non merito" (per le squadre che hanno disputato 1 o 2 incontri). Nessuna delle due tabelle ha definito un campione nazionale. | Sono state compilate due classifiche, una tabella di merito (per le squadre che hanno disputato un minimo di 3 incontri) e una tabella di "non merito" (per le squadre che hanno disputato 1 o 2 incontri). Nessuna delle due tabelle ha definito un campione nazionale. | Sono state compilate due classifiche, una tabella di merito (per le squadre che hanno disputato un minimo di 3 incontri) e una tabella di "non merito" (per le squadre che hanno disputato 1 o 2 incontri). Nessuna delle due tabelle ha definito un campione nazionale. |
| 1985 | London Ravens | | London Ravens | | | | Rockingham Rebels | Slough Silverbacks | Locomotive Derby | | | | | | |
| 1986 | London Ravens | | Birmingham Bulls | London Ravens | | | | | Scunthorpe Steelers | | | | | | |
| 1987 | London Ravens (dettaglio) | Merseyside Centurions | | Merseyside Centurions (dettaglio) | LA Panthers (dettaglio) | | | | | Dundee Whalers (dettaglio) | Cheshire Cats (dettaglio) | Saint Helens Cardinals | | | |
| 1988 | Birmingham Bulls | Woking Generals | | Woking Generals | | | | | | Strathclyde Sheriffs (dettaglio) | | Tamworth Trojans | Torbay Trojans | | |
| 1989 | Manchester Spartans | Norwich Devils | | Norwich Devils | | Walsall Titans | | | | | | | Newton GW’s | | |
| 1990 | Manchester Spartans | Ipswich Cardinals | | Ipswich Cardinals | | London Capitals | | | | | | | | | |
| 1991 | Birmingham Bulls | London Capitals | | London Capitals | | | | | | | | | | | |
| 1992 | Streatham Olympians | Clydesdale Colts | | Clydesdale Colts | | | | | | | | | | | |
| 1993 | Streatham Olympians | Bournemouth Buccaneers | | Bournemouth Buccaneers | | | | | | | | | | | |

- AAFC = Amateur American Football Conference
- AFL = American Football League
- BAFF = British American Football Federation
- BAFL = British American Football League
- BGFL = British Gridiron Football League
- BL = Budweiser League
- BNGL = British National Gridiron League
- CAFL = Caledonian American Football League
- CGL = Combined Gridiron League
- CL = Capital League
- NCMMA = National Conference Management and Marketing Association
- NDMA = National Division Management Association
- NWWCAFL = North West & Welsh Counties American Football League
- SWAFL = South Western American Football League
- TL = Thistle League
- UKAFA = UK American Football Association
- UKAFL = UK American Football League

Dal 1994 al 1998
| Edizione | BIG C               | BAFA National Bowl  | SGA SGA Bowl                      |
| -------- | ------------------- | ------------------- | --------------------------------- |
| 1994     | Streatham Olympians | Streatham Olympians |                                   |
| 1995     | Birmingham Bulls    | Birmingham Bulls    | Glasgow Lions (dettaglio)         |
| 1996     | Leicester Panthers  | Leicester Panthers  | Glasgow Lions (dettaglio)         |
| 1997     | London O's          | Redbridge Fire      | East Kilbride Pirates (dettaglio) |
| 1998     | London O's          | London O's          | East Kilbride Pirates (dettaglio) |

- BAFA = British American Football Association
- BIG C = British Independent Gridiron Conference
- SGA = Scottish Gridiron Association

Dal 1999
Dal 1999 il torneo è stato unificato sotto la BAFA; dal 2010 il campionato di primo livello è organizzato dalle BAFA Community Leagues, ridenominate nel 2012 BAFA National Leagues.
| Edizione | Campione          | Risultato | Finalista             |
| BAFA     | BAFA              | BAFA      | BAFA                  |
| -------- | ----------------- | --------- | --------------------- |
| 1999     | London O's        | 9-6       | Birmingham Bulls      |
| 2000     | London O's        | 34-26     | Birmingham Bulls      |
| 2001     | London O's        | 37-20     | East Kilbride Pirates |
| 2002     | London O's        | 42-15     | Farnham Knights       |
| 2003     | London O's        | 35-7      | East Kilbride Pirates |
| 2004     | Farnham Knights   | 28-14     | London O's            |
| 2005     | London O's        | 21-19     | Farnham Knights       |
| 2006     | London Olympians  | 45-30     | London Blitz          |
| 2007     | London Blitz      | 14-6      | Coventry Jets         |
| 2008     | Coventry Jets     | 33-32     | London Blitz          |
| 2009     | London Blitz      | 26-7      | Coventry Jets         |
| BAFACL   |                   |           |                       |
| 2010     | London Blitz      | 34-20     | Coventry Jets         |
| 2011     | London Blitz      | 18-0      | London Warriors       |
| BAFANL   |                   |           |                       |
| 2012     | London Blitz      | 37-21     | London Warriors       |
| 2013     | London Warriors   | 26-23     | London Blitz          |
| 2014     | London Warriors   | 10-8      | London Blitz          |
| 2015     | London Warriors   | 20-19     | London Blitz          |
| 2016     | London Warriors   | 36-15     | London Blitz          |
| 2017     | Tamworth Phoenix  | 34-28     | London Blitz          |
| 2018     | London Warriors   | 48-34     | Tamworth Phoenix      |
| 2019     | London Warriors   | 56-29     | Tamworth Phoenix      |
| 2022     | Manchester Titans | 37-7      | London Warriors       |

#### Secondo livello
Dal 1986 al 1993
| Edizione | BL Division One (1986) Premier Division (1987-1988) NDMA Second Division (1991) Division Two (1992) | BNGL Premier Division   | CGL Premier Division |
| -------- | --------------------------------------------------------------------------------------------------- | ----------------------- | -------------------- |
| 1986     | Newcastle Senators Wrekin Giants Chelmsford Cherokee Cardiff Tigers                                 |                         |                      |
| 1987     | Bournemouth Bobcats (dettaglio)                                                                     |                         |                      |
| 1988     | Colchester Gladiators                                                                               |                         |                      |
| 1989     | | Kingston Thames Pirates | Medway Mustangs      |
| 1990     | | Duchy Destroyers        |                      |
| 1991     | Coventry Jaguars                                                                                    | Plymouth Admirals       |                      |
| 1992     | Glasgow Lions                                                                                       | Merseyside Nighthawks   |                      |
| 1993     | | Tiptree Titans          |                      |

- BL = Budweiser League
- BNGL = British National Gridiron League
- CGL = Combined Gridiron League

Dal 1994 al 2014 (BAFA)
| Edizione | Campione               | Risultato | Finalista             |
| -------- | ---------------------- | --------- | --------------------- |
| 1994     | Milton Keynes Pioneers | 18-6      | Bedford Bombardiers   |
| 1995     | Cambridge Cats         | 28-13     | Plymouth Admirals     |
| 1996     | London O's             | 32-7      | Birmingham Bulls      |
| 1997     | Bristol Aztecs         | 27-6      | Chiltern Cheetahs     |
| 1998     | Southern Sundevils     | 22-16     | Lancashire Wolverines |
| 1999     | Gateshead Senators     | 7-2       | Bristol Aztecs        |
| 2000     | Farnham Knights        | 41-7      | Ipswich Cardinals     |
| 2001     | Ipswich Cardinals      | 47-15     | Norwich Devils        |
| 2002     | Norwich Devils         | 17-14     | Yorkshire Rams        |
| 2003     | Bristol Aztecs         | 32-15     | Nottingham Caesars    |
| 2004     | Southern Sundevils     | 32-0      | Bristol Aztecs        |
| 2005     | Bristol Aztecs         | 7-0       | Chiltern Cheetahs     |
| 2006     | Coventry Jets          | 52-20     | Bristol Aztecs        |
| 2007     | Farnham Knights        | 47-7      | Ipswich Cardinals     |
| 2008     | Sussex Thunder         | 20-18     | Redditch Arrows       |
| 2009     | London Cobras          | 8-0       | East Kilbride Pirates |
| 2010     | Tamworth Phoenix       | 35-14     | East Kilbride Pirates |
| 2011     | East Kilbride Pirates  | 62-23     | Leicester Falcons     |
| 2012     | Sussex Thunder         | 18-0      | West Coast Trojans    |
| 2013     | Colchester Gladiators  | 33-13     | Gateshead Senators    |
| 2014     | Merseyside Nighthawks  | 41-34     | Edinburgh Wolves      |

2015 (BAFA)
Nel 2015 non si disputò una finale nazionale, bensì una finale Nord e una finale Sud.
| Edizione | BAFA NL Division One Northern Conference     | BAFA NL Division One Southern Conference |
| -------- | -------------------------------------------- | ---------------------------------------- |
| 2015     | Merseyside Nighthawks 27-13 Edinburgh Wolves | Farnham Knights 38-27 Solent Thrashers   |

Dal 2016 (BAFA)
| Edizione | Campione              | Risultato     | Finalista           |
| -------- | --------------------- | ------------- | ------------------- |
| 2016     | Bury Saints           | 21-13         | Edinburgh Wolves    |
| 2017     | Manchester Titans     | 46-23         | London Olympians    |
| 2018     | Leicester Falcons     | 36-29         | Kent Exiles         |
| 2019     | Solent Thrashers      | 21-14         | Sandwell Steelers   |
| 2020     | Non disputato         | Non disputato | Non disputato       |
| 2021     | Non disputato         | Non disputato | Non disputato       |
| 2022     | East Kilbride Pirates | 50-12         | Cambridgeshire Cats |

#### Terzo livello
Dal 1986 al 1993
| Edizione | BL Division Two (1986) Division One (1987-1988) | BNGL First Division                    | CGL First Division                                 |
| -------- | ----------------------------------------------- | -------------------------------------- | -------------------------------------------------- |
| 1986     | London Capitals Plymouth Admirals               |                                        |                                                    |
| 1987     | Ashton Oilers 27-7 Ealing Eagles Dettaglio      |                                        |                                                    |
| 1988     | Herts Phantoms 48-34 Ipswich Cardinals          |                                        |                                                    |
| 1989     |                                                 | Rugby Rollers 27-23 Duchy Destroyers   | Cheltenham Chieftains 12-11 Severn Valley Warlords |
| 1990     |                                                 | Barnsley Bears 40-34 Barracudas        |                                                    |
| 1991     |                                                 | Glasgow Cyclones 30-21 Basildon Chiefs |                                                    |
| 1992     |                                                 | Tiptree Titans 20-6 Bath Gladiators    |                                                    |
| 1993     |                                                 | Lincoln Saints 51-14 Redbridge Fire    |                                                    |

- BL = Budweiser League
- BNGL = British National Gridiron League
- CGL = Combined Gridiron League

Dal 1994 al 2012 (BAFA)
| Edizione | Campione             | Risultato     | Finalista             |
| -------- | -------------------- | ------------- | --------------------- |
| 1994     | Cambridge Cats       | 25-14         | Crawley Raiders       |
| 1995     | Oxford Saints        | 14-6          | Gwent Mustangs        |
| 1996     | Winchester Rifles    | 48-0          | Redditch Arrows       |
| 1997     | Non disputato        | Non disputato | Non disputato         |
| 1998     | Non disputato        | Non disputato | Non disputato         |
| 1999     | Chester Romans       | 24-22         | Tiger Bay Warriors    |
| 2000     | Non disputato        | Non disputato | Non disputato         |
| 2001     | Non disputato        | Non disputato | Non disputato         |
| 2002     | Non disputato        | Non disputato | Non disputato         |
| 2003     | Non disputato        | Non disputato | Non disputato         |
| 2004     | Doncaster Mustangs   | 32-16         | Chiltern Cheetahs     |
| 2005     | Coventry Jets        | 30-26         | Kent Exiles           |
| 2006     | Oxford Saints        | 29-28         | West Coast Trojans    |
| 2007     | Norwich Devils       | 26-12         | Dundee Hurricanes     |
| 2008     | London Cobras        | 30-6          | Tamworth Phoenix      |
| 2009     | Leicester Falcons    | 33-32         | Colchester Gladiators |
| 2010     | London Olympians     | 35-13         | Manchester Titans     |
| 2011     | South Wales Warriors | 48-20         | West Coast Trojans    |
| 2012     | Sheffield Predators  | 39-33 o.t.    | Peterborough Saxons   |

Dal 2015 al 2019 (BAFA)
Dal 2015 al 2019 non è più disputata una finale nazionale, bensì una finale Nord e una finale Sud.
| Edizione | BAFA NL Division Two Northern Conference   | BAFA NL Division Two Southern Conference            |
| -------- | ------------------------------------------ | --------------------------------------------------- |
| 2015     | Sandwell Steelers 24-7 Peterborough Saxons | Bury Saints 47-12 Bristol Apache                    |
| 2016     | Leicester Falcons 36-0 Newcastle Vikings   | Oxford Saints 24-2 Cambridgeshire Cats              |
| 2017     | Shropshire Revolution 31-7 Glasgow Tigers  | Berkshire Renegades 20-17 Wembley Stallions         |
| 2018     | Aberdeen Roughnecks 13-6 Chester Romans    | Hertfordshire Cheetahs 24-7 Portsmouth Dreadnoughts |
| 2019     | Inverclyde Goliaths 36-27 Halton Spartans  | South Wales Warriors 13-0 Bournemouth Bobcats       |

Dal 2022 (BAFA)
Nel 2022 si è tornati a giocare un'unica finale nazionale.
| Edizione | Campione       | Risultato | Finalista      |
| -------- | -------------- | --------- | -------------- |
| 2022     | Bristol Apache | 17-7      | Highland Stags |

#### Quarto livello
1994
| Edizione | BAFA Division Four                                |
| -------- | ------------------------------------------------- |
| 1994     | Streatham Olympians II 48-6 Trent Valley Warriors |

### Femminile

#### Primo livello
| Edizione | Vincitrice       | Risultato | Finalista               |
| -------- | ---------------- | --------- | ----------------------- |
| 2014     | Birmingham Lions | 46-28     | Hertfordshire Tornadoes |
| 2015     | Birmingham Lions | 26-0      | Hertfordshire Tornadoes |
| 2016     | Birmingham Lions | 49-18     | Leeds Carnegie Chargers |
| 2017     | Birmingham Lions | 56-6      | Leeds Carnegie Chargers |
| 2018     | Birmingham Lions | 40-22     | Leeds Carnegie Chargers |
| 2018-19  | Birmingham Lions | 26-12     | London Warriors         |
| 2022     | London Warriors  | 33-14     | Birmingham Lions        |

#### Secondo livello
| Edizione | Vincitrice              | Risultato | Finalista           |
| -------- | ----------------------- | --------- | ------------------- |
| 2018     | Portsmouth Dreadnoughts | 18-14     | Sandwell Steelers   |
| 2022     | Edinburgh Wolves        | 27-21     | Peterborough Royals |

#### Terzo livello
| Edizione | Vincitrice    | Risultato | Finalista   |
| -------- | ------------- | --------- | ----------- |
| 2018     | Oxford Saints | 42-18     | Kent Exiles |

### Campionato universitario
Dal 1985 al 2007 (BCAFL)
| Edizione  | College Bowl | Campione                  | Risultato            | Finalista                 |
| --------- | ------------ | ------------------------- | -------------------- | ------------------------- |
| 1985-1986 |              | Hull Sharks               | Vincitori del girone |                           |
| 1986-1987 | I            | Hull Sharks               | 23-6                 | Newcastle Scholars        |
| 1987-1988 | II           | Hull Sharks               | 0-0                  | Cardiff Cobras            |
| 1988-1989 | III          | Hull Sharks               | 7-6                  | Cardiff Cobras            |
| 1989-1990 | IV           | Teesside Demons           | 21-20                | Birmingham Lions          |
| 1990-1991 | V            | Teesside Demons           | 19-0                 | UEA Pirates               |
| 1991-1992 | VI           | Southampton Stags         | 53-0                 | Glasgow University Tigers |
| 1992-1993 | VII          | Southampton Stags         | 19-0                 | Leeds Celtics             |
| 1993-1994 | VIII         | Glasgow University Tigers | 26-0                 | Leicester Lemmings        |
| 1994-1995 | IX           | Loughborough Aces         | 23-20                | Cambridge Pythons         |
| 1995-1996 | X            | Leeds Celtics             | 14-8                 | Cardiff Cobras            |
| 1996-1997 | XI           | Loughborough Aces         | 28-19                | Tarannau Aberystwyth      |
| 1997-1998 | XII          | Hertfordshire Hurricanes  | 16-7                 | Leeds Celtics             |
| 1998-1999 | XIII         | Hertfordshire Hurricanes  | 7-3                  | Loughborough Aces         |
| 1999-2000 | XIV          | Hertfordshire Hurricanes  | 20-6                 | Leicester Lemmings        |
| 2000-2001 | XV           | Oxford Cavaliers          | 26-23                | Loughborough Aces         |
| 2001-2002 | XVI          | Loughborough Aces         | 39-23                | Oxford Cavaliers          |
| 2002-2003 | XVII         | Stirling Clansmen         | 22-17                | Hertfordshire Hurricanes  |
| 2003-2004 | XVIII        | Hertfordshire Hurricanes  | 27-6                 | Staffordshire Stallions   |
| 2004-2005 | XIX          | Birmingham Lions          | 34-7                 | Glasgow University Tigers |
| 2005-2006 | XX           | Southampton Stags         | 79-8                 | UT Cougars                |
| 2006-2007 | XXI          | Bristol Bullets           | 31-14                | Loughborough Aces         |

National Championship (2007-2017)
| Edizione  | Campione                 | Risultato | Finalista                |
| --------- | ------------------------ | --------- | ------------------------ |
| 2007-2008 | Southampton Stags        | 54-20     | Staffordshire Stallions  |
| 2008-2009 | Birmingham Lions         | 42-2      | Newcastle Raiders        |
| 2009-2010 | Birmingham Lions         | 27-16     | Loughborough Aces        |
| 2010-2011 | Portsmouth Destroyers    | 20-19     | Birmingham Lions         |
| 2011-2012 | Hertfordshire Hurricanes | 37-19     | Birmingham Lions         |
| 2012-2013 | Birmingham Lions         | 17-13     | Hertfordshire Hurricanes |
| 2013-2014 | Stirling Clansmen        | 20-15     | Birmingham Lions         |
| 2014-2015 | Stirling Clansmen        | 46-6      | Hertfordshire Hurricanes |
| 2015-2016 | Birmingham Lions         | 19-13     | Stirling Clansmen        |
| 2016-2017 | Stirling Clansmen        | 10-7      | Durham Saints            |

Challenge Trophy (2008-2014)
| Edizione  | Campione           | Risultato | Finalista                 |
| --------- | ------------------ | --------- | ------------------------- |
| 2008-2009 | Bath Killer Bees   | 13-8      | Sheffield Hallam Warriors |
| 2009-2010 | Greenwich Mariners | 12-0      | Stirling Clansmen         |
| 2010-2011 | Cardiff Cobras     | 20-0      | UH Sharks                 |
| 2011-2012 | Sheffield Sabres   | 25-8      | Bath Killer Bees          |
| 2012-2013 | NTU Renegades      | 42-28     | Southampton Stags         |
| 2013-2014 | Swansea Titans     | 38-12     | RHUL Bears                |

Tier 1
| Edizione  | Campione                                 | Risultato | Finalista             |
| --------- | ---------------------------------------- | --------- | --------------------- |
| 2014-2015 | ?                                        |           | ?                     |
| 2015-2016 | Swansea Titans                           |           | NTU Renegades         |
| 2016-2017 | Template:Football Leeds Beckett Carnegie | 28-7      | Portsmouth Destroyers |

Tier 2
| Edizione  | Campione | Risultato | Finalista |
| --------- | -------- | --------- | --------- |
| 2014-2015 | ?        |           | ?         |
| 2015-2016 | ?        |           | ?         |

### Campionati giovanili
| Division 1 | Division 1        | Division 1 | Division 1          | Division 1                     | Division 1 | Division 1       |
| Edizione   | BYAFA             | BYAFA      | BYAFA               | NDMA                           | NDMA       | NDMA             |
| Edizione   | Vincitore         | Risultato  | Finalista           | Vincitore                      | Risultato  | Finalista        |
| ---------- | ----------------- | ---------- | ------------------- | ------------------------------ | ---------- | ---------------- |
| 1988       | Steel City Titans | 26-18      | Delyn Valley Heroes |                                |            |                  |
| 1989       | Tiptree Titans    | 21-6       | Gateshead Senators  | Leicester Panthers             | 2-0        | London Olympians |
| 1990       | Tiptree Titans    | 53-0       | Maidstone Pumas     | Northamptonshire Stormbringers | 32-12      | Birmingham Bulls |

| BYAFA    | BYAFA                          | BYAFA     | BYAFA                 |
| Edizione | Vincitore                      | Risultato | Finalista             |
| -------- | ------------------------------ | --------- | --------------------- |
| 1991     | Northamptonshire Stormbringers | 59-6      | London Capitals       |
| 1992     | Southend Sabres                | 28-8      | Glasgow Lions         |
| 1993     | Southend Sabres                | 44-6      | Heathrow Jets         |
| 1994     | Birmingham Bulls               | 30-22     | Farnham Knights       |
| 1995     | London Capitals                | 38-28     | Birmingham Bulls      |
| 1996     | Farnham Knights                | 22-0      | Wolverines Colts      |
| 1997     | UDL Longhorns                  | 22-12     | Kent Pumas            |
| 1998     | Wolverines Colts               | 14-12     | Farnham Knights       |
| 1999     | London Capitals                | 32-20     | Wolverines Colts      |
| 2000     | London O's                     | 22-0      | Wolverines Colts      |
| 2001     | Southern Sundevils             | 62-0      | Handforth Hammerheads |

| Edizione | Campionato britannico                         | British Plate                       | England Division (2002) England Conference (2003) | Scotland Division (2002) Scotland Conference (2003) |
| -------- | --------------------------------------------- | ----------------------------------- | ------------------------------------------------- | --------------------------------------------------- |
| 2002     |                                               |                                     | Southern Sundevils 18-12 Lancashire Wolverines    | Clyde Valley Hawks 23-20 North Lanarkshire Rams     |
| 2003     | Clyde Valley Hawks 46-6 Lancashire Wolverines | Glasgow Tigers 6-0 Wessex Stallions | Lancashire Wolverines 14-8 Bath Cardinals         | Clyde Valley Hawks 36-8 North Lanarkshire Rams      |

Championship
| Edizione | BYAFA Bowl | Vincitore        | Risultato  | Finalista              |
| -------- | ---------- | ---------------- | ---------- | ---------------------- |
| 2004     | XVI        | Bath Cardinals   | 18-14      | North Lanarkshire Rams |
| 2005     | XVII       | London Olympians | 38-14      | Glasgow Tigers         |
| 2006     | XVIII      | London Warriors  | 20-14 o.t. | Bristol Aztecs         |
| 2007     | XIX        | London Warriors  | ?-?        | Farnham Knights        |

Plate
| Edizione | Vincitore      | Risultato | Finalista          |
| -------- | -------------- | --------- | ------------------ |
| 2006     | Glasgow Tigers | 14-8      | Clyde Valley Hawks |

BAFL
Championship
| Edizione | Kitted Bowl | Vincitore          | Risultato | Finalista                 |
| -------- | ----------- | ------------------ | --------- | ------------------------- |
| 2008     | XX          | London Warriors    | 48-28     | Gateshead Senators        |
| 2009     | XXI         | Farnham Knights    | 16-0      | Wolverines Colts          |
| 2010     | XXII        | UDL Longhorns      | 22-12     | Kent Pumas                |
| 2011     | XXIII       | Wolverines Colts   | 14-12     | Farnham Knights           |
| 2012     | XXIV        | London Capitals    | 32-20     | Wolverines Colts          |
| 2013     | XXV         | London O's         | 22-0      | Wolverines Colts          |
| 2014     | XXVI        | Southern Sundevils | 62-0      | Handforth Hammerheads --> |

Division 2
| Edizione | Campione           | Risultato | Finalista          |
| -------- | ------------------ | --------- | ------------------ |
| 1998     | Doncaster Wildcats | 32-22     | Southern Sundevils |

#### Junior
2005-2007 (BYAFA)
| Edizione | BYAFA Bowl | Vincitore            | Risultato  | Finalista                 |
| -------- | ---------- | -------------------- | ---------- | ------------------------- |
| 2005     | II         | Clyde Valley Falcons | 36-6       | Milton Keynes Pathfinders |
| 2006     | III        | Sussex Thunder       | 33-27 o.t. | Glasgow Tigers            |
| 2007     | IV         | ?                    | ?-?        | ?                         |

Dal 2008 (BAFL)
| Edizione | Kitted Junior Bowl | Vincitore                                    | Risultato | Finalista                                    |
| -------- | ------------------ | -------------------------------------------- | --------- | -------------------------------------------- |
| 2008     | V                  | Clyde Valley Falcons                         | 37-33     | Glasgow Tigers                               |
| 2009     | VI                 | Clyde Valley Falcons                         | 32-6      | London Warriors                              |
| 2010     | VII                | UDL Longhorns                                | 22-12     | Kent Pumas                                   |
| 2011     | VIII               | Template:Football Lancashire Wolverine Colts | 14-12     | Farnham Knights                              |
| 2012     | IX                 | London Capitals                              | 32-20     | Template:Football Lancashire Wolverine Colts |
| 2013     | X                  | London O's                                   | 22-0      | Template:Football Lancashire Wolverine Colts |
| 2014     | XI                 | Southern Sundevils                           | 62-0      | Handforth Hammerheads                        |

## Statistiche

### Squadre per numero di campionati vinti

#### Maschili
| Numero titoli | Squadra             | Anni                                                                   |
| ------------- | ------------------- | ---------------------------------------------------------------------- |
| 12            | London Olympians    | 1992, 1993, 1994, 1997, 1998, 1999, 2000, 2001, 2002, 2003, 2005, 2006 |
| 5             | London Warriors     | 2013, 2014, 2015, 2016, 2018                                           |
| 5             | London Blitz        | 2007, 2009, 2010, 2011, 2012                                           |
| 4             | Birmingham Bulls    | 1986, 1988, 1991, 1995                                                 |
| 3             | London Ravens       | 1984, 1986, 1987                                                       |
| 2             | Manchester Spartans | 1989, 1990                                                             |
| 1             | Manchester Titans   | 2022                                                                   |
| 1             | Tamworth Phoenix    | 2017                                                                   |
| 1             | Coventry Jets       | 2008                                                                   |
| 1             | Farnham Knights     | 2004                                                                   |
| 1             | Leicester Panthers  | 1996                                                                   |

BritBowl
| Numero titoli | Squadra                | Anni                                                 |
| ------------- | ---------------------- | ---------------------------------------------------- |
| 9             | London Olympians       | 1994, 1998, 1999, 2000, 2001, 2002, 2003, 2005, 2006 |
| 6             | London Blitz           | 1988, 2007, 2009, 2010, 2011, 2012                   |
| 5             | London Warriors        | 2013, 2014, 2015, 2016, 2018                         |
| 1             | Manchester Titans      | 2022                                                 |
| 1             | Tamworth Phoenix       | 2017                                                 |
| 1             | Coventry Jets          | 2008                                                 |
| 1             | Farnham Knights        | 2004                                                 |
| 1             | Redbridge Fire         | 1997                                                 |
| 1             | Leicester Panthers     | 1996                                                 |
| 1             | Birmingham Bulls       | 1995                                                 |
| 1             | Bournemouth Buccaneers | 1993                                                 |
| 1             | Clydesdale Colts       | 1992                                                 |
| 1             | London Capitals        | 1991                                                 |
| 1             | Ipswich Cardinals      | 1990                                                 |
| 1             | Norwich Devils         | 1989                                                 |
| 1             | Merseyside Centurions  | 1987                                                 |

Titoli britannici (secondo livello)
| Numero titoli | Squadra                 | Anni             |
| ------------- | ----------------------- | ---------------- |
| 3             | Bristol Aztecs          | 1997, 2003, 2005 |
| 2             | Colchester Gladiators   | 1988, 2013       |
| 2             | Sussex Thunder          | 2008, 2012       |
| 2             | Farnham Knights         | 2000, 2007       |
| 2             | Coventry Jets           | 1991, 2006       |
| 2             | Southern Sundevils      | 1998, 2004       |
| 1             | Solent Thrashers        | 2019             |
| 1             | Leicester Falcons       | 2018             |
| 1             | Manchester Titans       | 2017             |
| 1             | Bury Saints             | 2016             |
| 1             | Merseyside Nighthawks   | 2014             |
| 1             | East Kilbride Pirates   | 2011             |
| 1             | Tamworth Phoenix        | 2010             |
| 1             | London Warriors         | 2009             |
| 1             | Norwich Devils          | 2002             |
| 1             | Ipswich Cardinals       | 2001             |
| 1             | Gateshead Senators      | 1999             |
| 1             | London Olympians        | 1996             |
| 1             | Cambridge Cats          | 1995             |
| 1             | Milton Keynes Pioneers  | 1994             |
| 1             | Tiptree Titans          | 1993             |
| 1             | Glasgow Lions           | 1992             |
| 1             | Duchy Destroyers        | 1990             |
| 1             | Kingston Thames Pirates | 1989             |
| 1             | Bournemouth Bobcats     | 1987             |

Britbowl (secondo livello)
| Numero titoli | Squadra                 | Anni             |
| ------------- | ----------------------- | ---------------- |
| 3             | Bristol Aztecs          | 1997, 2003, 2005 |
| 2             | Merseyside Nighthawks   | 1992, 2014       |
| 2             | Sussex Thunder          | 2008, 2012       |
| 2             | Farnham Knights         | 2000, 2007       |
| 2             | Southern Sundevils      | 1998, 2004       |
| 1             | Solent Thrashers        | 2019             |
| 1             | Leicester Falcons       | 2018             |
| 1             | Manchester Titans       | 2017             |
| 1             | Bury Saints             | 2016             |
| 1             | Colchester Gladiators   | 2013             |
| 1             | East Kilbride Pirates   | 2011             |
| 1             | Tamworth Phoenix        | 2010             |
| 1             | London Warriors         | 2009             |
| 1             | Coventry Jets           | 2006             |
| 1             | Norwich Devils          | 2002             |
| 1             | Ipswich Cardinals       | 2001             |
| 1             | Gateshead Senators      | 1999             |
| 1             | London Olympians        | 1996             |
| 1             | Cambridge Cats          | 1995             |
| 1             | Milton Keynes Pioneers  | 1994             |
| 1             | Tiptree Titans          | 1993             |
| 1             | Plymouth Admirals       | 1991             |
| 1             | Duchy Destroyers        | 1990             |
| 1             | Kingston Thames Pirates | 1989             |

Titoli britannici (terzo livello)
| Numero titoli | Squadra              | Anni       |
| ------------- | -------------------- | ---------- |
| 2             | Oxford Saints        | 1995, 2006 |
| 1             | Bristol Apache       | 2022       |
| 1             | Sheffield Predators  | 2012       |
| 1             | South Wales Warriors | 2011       |
| 1             | London Olympians     | 2010       |
| 1             | Leicester Falcons    | 2009       |
| 1             | London Warriors      | 2008       |
| 1             | Norwich Devils       | 2007       |
| 1             | Coventry Jets        | 2005       |
| 1             | Doncaster Mustangs   | 2004       |
| 1             | Chester Romans       | 1999       |
| 1             | Winchester Rifles    | 1996       |
| 1             | Cambridge Cats       | 1994       |
| 1             | Lincoln Saints       | 1993       |
| 1             | Tiptree Titans       | 1992       |
| 1             | Glasgow Cyclones     | 1991       |
| 1             | Barnsley Bears       | 1990       |
| 1             | Rugby Rollers        | 1989       |
| 1             | Herts Phantoms       | 1988       |
| 1             | Ashton Oilers        | 1987       |

Britbowl (terzo livello)
| Numero titoli | Squadra              | Anni       |
| ------------- | -------------------- | ---------- |
| 2             | Oxford Saints        | 1995, 2006 |
| 1             | Bristol Apache       | 2022       |
| 1             | Sheffield Predators  | 2012       |
| 1             | South Wales Warriors | 2011       |
| 1             | London Olympians     | 2010       |
| 1             | Leicester Falcons    | 2009       |
| 1             | London Warriors      | 2008       |
| 1             | Norwich Devils       | 2007       |
| 1             | Coventry Jets        | 2005       |
| 1             | Doncaster Mustangs   | 2004       |
| 1             | Chester Romans       | 1999       |
| 1             | Winchester Rifles    | 1996       |
| 1             | Cambridge Cats       | 1994       |
| 1             | Lincoln Saints       | 1993       |
| 1             | Tiptree Titans       | 1992       |
| 1             | Glasgow Cyclones     | 1991       |
| 1             | Barnsley Bears       | 1990       |
| 1             | Rugby Rollers        | 1989       |

Titoli britannici e Britbowl (quarto livello)
| Numero titoli | Squadra          | Anni |
| ------------- | ---------------- | ---- |
| 1             | London Olympians | 1994 |

#### Femminili
| Numero titoli | Squadra          | Anni                                  |
| ------------- | ---------------- | ------------------------------------- |
| 6             | Birmingham Lions | 2014, 2015, 2016, 2017, 2018, 2018-19 |
| 1             | London Warriors  | 2022                                  |

#### Titoli universitari
National Championship/College Bowl
| Numero titoli | Squadra                   | Anni                                                  |
| ------------- | ------------------------- | ----------------------------------------------------- |
| 5             | Birmingham Lions          | 2004-2005, 2008-2009, 2009-2010, 2012-2013, 2015-2016 |
| 5             | Hertfordshire Hurricanes  | dal 1997-1998 al 1999-2000, 2003-2004, 2011-2012      |
| 4             | Stirling Clansmen         | 2002-2003, 2013-2014, 2014-2015, 2016-2017            |
| 4             | Southampton Stags         | 1991-1992, 1992-1993, 2005-2006, 2007-2008            |
| 4             | UH Sharks                 | dal 1985-1986 al 1988-1989                            |
| 3             | Loughborough Aces         | 1994-1995, 1996-1997, 2001-2002                       |
| 2             | UT Cougars                | 1989-1990, 1990-1991                                  |
| 1             | Portsmouth Destroyers     | 2010-2011                                             |
| 1             | Bristol Bullets           | 2006-2007                                             |
| 1             | Oxford Cavaliers          | 2000-2001                                             |
| 1             | Leeds Celtics             | 1995-1996                                             |
| 1             | Glasgow University Tigers | 1993-1994                                             |

Challenge Trophy
| Numero titoli | Squadra            | Anni      |
| ------------- | ------------------ | --------- |
| 1             | Swansea Titans     | 2013-2014 |
| 1             | NTU Renegades      | 2012-2013 |
| 1             | Sheffield Sabres   | 2011-2012 |
| 1             | Cardiff Cobras     | 2010-2011 |
| 1             | Greenwich Mariners | 2009-2010 |
| 1             | Bath Killer Bees   | 2008-2009 |

Tier 1
| Numero titoli | Squadra                                  | Anni      |
| ------------- | ---------------------------------------- | --------- |
| 1             | Template:Football Leeds Beckett Carnegie | 2016-2017 |
| 1             | Swansea Titans                           | 2015-2016 |

N.B.: non nota la finale 2014-2015.

#### Touch Football
Dal 1986 al 1993 si giocò il campionato giovanile in versione touch.
Youth
| Edizione | JGL                                      | JAFL                                    | All-England                         | JAFFA                                        | SJAFL                                  |
| -------- | ---------------------------------------- | --------------------------------------- | ----------------------------------- | -------------------------------------------- | -------------------------------------- |
| 1986     |                                          |                                         | Lee Valley Colts 22-2 Leeds Cougars | Leeds Cougars 42-0 Manchester Allstars Colts | Glasgow Diamonds 40-12 Irvine Coasters |
| 1987     |                                          | Kent Rams 24-8 Chelmsford Cherokee      |                                     |                                              |                                        |
| 1988     |                                          | Tiptree Titans 10-6 London Acorn Lasers |                                     |                                              |                                        |
| 1989     |                                          | Kent Rams 28-0 Shropshire Giants        |                                     |                                              |                                        |
| 1990     | Newmarket Mustangs 29-0 Waldron Warriors |                                         |                                     |                                              |                                        |
| 1991     | Newmarket Mustangs 19-7 Crawley Raiders  |                                         |                                     |                                              |                                        |
| 1992     | Fen Harriers 12-0 Tamworth Trojans       |                                         |                                     |                                              |                                        |
| 1993     | Ealing Eagles 44-0 Park Centre Bandits   |                                         |                                     |                                              |                                        |

Junior
| Edizione | Vincitore     | Risultato            | Finalista          |
| -------- | ------------- | -------------------- | ------------------ |
| 1989     | Heathrow Jets | 6-0                  | Newmarket Mustangs |
| 1990     | Heathrow Jets | 2-0                  | Cherokee Braves    |
| 1991     | Heathrow Jets | 6-0                  | Tiptree Titans     |
| 1992     | Heathrow Jets | Vincitori del girone |                    |
| 1993     | Hayes Braves  | 36-0                 | Crawley Raiders    |

#### Passball
Dal 1988 al 1993 si giocò anche il campionato di una variante del football americano chiamata "passball".
| Edizione | Vincitore                  | Punteggio | Finalista            |
| -------- | -------------------------- | --------- | -------------------- |
| 1988     | Chelmsford Buccaneers      | 57-2      | Crawley Raiders      |
| 1989     | Thames Valley Thunderbolts | 38-20     | Cannock Chase Giants |
| 1990     | Thames Valley Thunderbolts | 48-15     | Ealing Eagles        |
| 1991     | Thames Valley Thunderbolts | 41-15     | London Gators        |
| 1992     | Thames Valley Thunderbolts | 38-27     | Cannock Chase Giants |
| 1993     | Farnham Knights            | 56-24     | Cannock Chase Giants |